# آغشلو
آغشلو، روستایی است از توابع بخش ایواوغلی و در شهرستان خوی استان آذربایجان غربی ایران.

## جمعیت
این روستا در دهستان ولدیان قرار داشته و بر اساس سرشماری سال ۱۳۸۵ جمعیت آن ۶۷۳ نفر (۱۲۹ خانوار)
بوده‌است.مردم این روستا ترک زبان هستند.